# Eucriotettix montanus
Eucriotettix montanus är en insektsart som först beskrevs av Hancock, J.L. 1912.  Eucriotettix montanus ingår i släktet Eucriotettix och familjen torngräshoppor. Inga underarter finns listade i Catalogue of Life.